# Vejle Å
 For alternative betydninger, se Vejle Å (flertydig). (Se også artikler, som begynder med Vejle Å)
Vejle Å, ofte kaldet Sønderåen, udspringer ved Engelsholm Sø ved Nørup, hvorfra den i Sønderkær i nærheden af Egtved først løber mod syd, hvorefter den løber sammen Egtved Å ikke langtfra Egtvedpigens grav. Herfra løber den mod nordøst med tilløb fra Grejs Å, til den udmunder i Vejle Fjord i Vejle havn. Vejle Ådal er cirka 20 km lang.   
Åen har gennem historien været genstand for mange reguleringer i forbindelse med udnyttelse af vandkraft i de mange vandmøller, og ådalen har været udsat for en omfattende dræning med  grøfter, kanaler og pumpestationer, og åen er på flere strækninger kantet af diger. Man har i 1998 genoprettet et stykke af åens naturlige slyngninger ved Haraldskær.
Ravningbroen fra 900-tallet over Vejle Å var, indtil Lillebæltsbroen blev bygget i 1935, Danmarks længste bygningsværk.
Der er formodninger om, at Vejle Å har været sejlbar fra fjorden op til Skibet Kirke, hvor der skal være fundet skibsankre. 
- Bro over Vejle Å i Vejle
- Vejle Å ved Randbøldal
- Vejle Å ved Haraldskær Fabrik
- Vejle Å ved Haraldskær